# Ceratonykus oculatus
Ceratonykus oculatus ("garra de cuernos con testigo ocular") es la única especie conocida del género extinto Ceratonykus de dinosaurio terópodo alvarezsáurido, que vivió a finales del período Cretácico, hace aproximadamente 83 y 71 millones de años en el Campaniense, en lo que hoy es Asia. Los restos fósiles fueron encontrados en la Formación Baruun Goyot, Mongolia y la especie tipo es C. oculatus.
Descrito a partir del único espécimen, el holotipo ,MPD100/120 , un esqueleto fragmentario con cráneo y mandíbula. Este difiere de otros alvarezsáuridos en muchas características, incluyendo el fémur corto, los tarsometatarsales largos, y los considerablemente reducidos terceros metatarsiales. El endocráneo muestra grandes tubérculos auditivos en ventral de los lóbulos ópticos en el cerebro medio y la ausencia de la flexura vertical en el piso del encéfalo. Los datos obtenidos del molde del endocráneo pone en duda la posición de Alvarezsauridae en Theropoda.